# Fiona McKee
Fiona McKee (* 16. Mai 1985) ist eine kanadische Badmintonspielerin. 

## Karriere
Fiona McKee belegte 2006 Platz zwei bei den Australian Open. Ein Jahr später siegte sie bei der Panamerikameisterschaft, den kanadischen nationalen Titelkämpfen und den Romanian International. 2008 gewann sie erneut die Panamerikameisterschaft. Im Folgejahr erkämpfte sie sich einen weiteren nationalen Titel in Kanada.

## Sportliche Erfolge
| Saison | Veranstaltung                 | Disziplin   | Platz | Name                         |
| ------ | ----------------------------- | ----------- | ----- | ---------------------------- |
| 2006   | Australian Open               | Damendoppel | 2     | Fiona McKee / Charmaine Reid |
| 2007   | Romanian International        | Damendoppel | 1     | Fiona McKee / Charmaine Reid |
| 2007   | Panamerikameisterschaft       | Damendoppel | 1     | Fiona McKee / Charmaine Reid |
| 2007   | Kanada: Einzelmeisterschaften | Damendoppel | 1     | Charmaine Reid / Fiona McKee |
| 2008   | Panamerikameisterschaft       | Mixed       | 1     | William Milroy / Fiona McKee |
| 2009   | Kanada: Einzelmeisterschaften | Mixed       | 1     | William Milroy / Fiona McKee |